# Bīlūkeh
Bīlūkeh (persiska: بیلوکه) är en ort i Iran.   Den ligger i provinsen Västazarbaijan, i den nordvästra delen av landet, 500 km väster om huvudstaden Teheran. Bīlūkeh ligger 1 281 meter över havet och antalet invånare är 225.
Terrängen runt Bīlūkeh är huvudsakligen kuperad, men österut är den bergig. Bīlūkeh ligger nere i en dal. Runt Bīlūkeh är det ganska tätbefolkat, med 80 invånare per kvadratkilometer. Närmaste större samhälle är Ālvātān, 3,7 km sydväst om Bīlūkeh. Trakten runt Bīlūkeh består till största delen av jordbruksmark.